# Nguyễn Phương Anh
Nguyễn Phương Anh hoặc Pha Lê (Crystal) hay còn được gọi là cô bé xương thủy tinh, là một học sinh người Việt Nam. Cô mắc chứng bệnh xương thủy tinh, một chứng bệnh khiến cho xương giòn và rất dễ gãy làm cho cô không được vận động nhiều. Năm 2013, cô đã được Quỹ Nhi đồng Liên Hợp Quốc (UNICEF) chọn làm một trong những gương mặt tiêu biểu cho trẻ em khuyết tật trên toàn thế giới và thực hiện một Video clip quảng bá về cô.

## Cuộc sống
Nguyễn Phương Anh sinh năm 1996 tại Hà Nội. Cô từng theo học tại Trường Trung học phổ thông Việt Đức, Hà Nội. Phương Anh mắc bệnh xương thủy tinh từ nhỏ.
Cô có đến hơn 30 lần bị gãy xương và phải ngồi trên xe lăn để di chuyển. Cô được nhiều người biết đến khi cô tham gia và lọt vào vòng chung kết cuộc thi Tìm kiếm tài năng Việt Nam vào năm 2012. Với hình ảnh một cô bé cấp ba chỉ cao khoảng một mét ngồi trên xe lăn và phiêu với ca khúc tiếng Anh vui nhộn, cô đã để lại ấn tượng đẹp trong lòng rất nhiều khán giả Việt Nam.
Sau chương trình này, Phương Anh trở thành ca sĩ thường xuyên xuất hiện trong các chương trình, sự kiện dành cho cộng đồng người khuyết tật như trong cuộc thi Hoa hậu người khuyết tật Việt Nam. Phương Anh cũng từng là ca sĩ hát trong chương trình "Mang âm nhạc đến bệnh viện", biểu diễn phục vụ các bệnh nhân.
Tháng 10/2015, Nguyễn Phương Anh sang Australia du học với học bổng toàn phần của Đại học Curtin. Cô gái xương thủy tinh giàu nghị lực là một trong những thí sinh xuất sắc đạt số điểm IELTS 8.0.
Nguyễn Phương Anh hiện đang làm phát thanh viên, cộng tác viên ở Đài Tiếng nói Việt Nam.

## Đánh giá
- "... sở dĩ Nguyễn Phương Anh được UNICEF chọn trong chương trình này là do những nỗ lực của em. "Phương Anh chính là biểu tượng cho sự vươn lên, ham sống, ham thể hiện và cống hiến. Em yếu ớt nhưng luôn thể hiện mình không yếu ớt. Em muốn cho mọi người thấy những người như em hoàn toàn bình thường và đáng được đối xử bình đẳng..."_ Phó chủ tịch nước Việt Nam Nguyễn Thị Doan..

- "Nguyễn Phương Anh, một cô bé "xương thủy tinh" đã truyền cảm hứng và quyết tâm cho hàng triệu người bằng giọng hát tuyệt vời của mình"_UNICEF.

- "Phương Anh là trường hợp độc đáo của người khuyết tật vượt qua các định kiến và kỳ thị trong xã hội. Với nghị lực của mình, cô đã khích lệ hàng ngàn, hàng triệu người trên khắp đất nước"_Bà Sandra Bisin, Giám đốc Truyền thông của UNICEF tại Việt Nam.

## Câu nói
- "Hãy đối xử công bằng, chia sẻ hơn nữa và có cái nhìn thiện cảm với tất cả trẻ em khuyết tật để họ vững tin vào cuộc sống vốn đã chịu nhiều thiệt thòi về thân thể, hướng tới một tương lai tốt đẹp.".

- "Khi còn nhỏ, tôi nghĩ rằng dị biệt là sự khác biệt xấu. Khi lớn lên với tất cả tình yêu của gia đình quanh tôi, gia đình giúp tôi nhận ra khả năng thật sự cũng như bản chất thật sự của tôi".

- "Pha lê là biệt danh của tôi, nó mong manh nhưng tỏa sáng... vì tôi muốn mọi người coi tôi là một cô gái mong manh về thể chất nhưng rất khó khuất phục về tinh thần" ("I may be fragile physically, but I'm also unbroken mentally"). Đây cũng là châm ngôn sống của cô Nguyễn Phương Anh .

- "Việc tham gia vào cuộc thi Viet Nam Got Talent không phải để hát lên và trở thành nhà vô địch, mà tôi mong muốn khi tôi hát lên, mọi người sẽ nhìn được khả năng, được tâm hồn tôi, cũng như những người khuyết tật khác... Tôi không phải là đứa trẻ bình thường, nhưng tôi rất muốn được xã hội ghi nhận tôi là một đứa trẻ bình thường".

- "Bạn có thể làm được nhiều việc nếu mọi người tin vào bạn và thực sự đối xử bình đẳng với bạn...Với tiếng nói của tôi, tôi hy vọng rằng tôi có thể nâng cao ý thức của mọi người tại bất cứ nơi đâu tôi có mặt về chuyện chúng ta cần phải tử tế với mọi người, nhất là những người khuyết tật vì thái độ có thể thay đổi nhiều thứ.",

## Giải thưởng
- Giải nhì cuộc thi hát tiếng Anh "Let's Get Loud", năm 2011[9].
- Vào vòng chung kết Vietnam's Got Talent, mùa 1 năm 2012[5].[10][11]